# Joan Pomés Marcet
Joan Pomés Marcet (Terrassa, Vallès Occidental, 29 de gener de 1957) és un jugador d'escacs català, que té el títol de Mestre Internacional des del 1990. Ha jugat amb el Club d'Escacs Terrassa i amb el Club d'Escacs Barcino.
Fou subcampió de Catalunya individual el 1993 (el campió fou Víctor Vehí).
També ha guanyat el Campionat de Catalunya i el d'Espanya per equips. El 1985 formà part de l'equip del Club d'Escacs Terrassa que es proclamà campió d'Espanya per equips, juntament, entre d'altres, amb Emili Simón i Víctor Vehí.
Participà en nombrosos torneigs internacionals, i formà part de la selecció espanyola en el Campionat d'Europa d'escacs per equips de 1976.